# Avangard Omsk
Hockey Club Avangard ou Avangard Omsk é um clube de hóquei no gelo profissional russo sediado em Omsk, Sibéria. Eles são membros da Liga Continental de Hockey.

## História
Fundando originariamente na década de 1950 como Spartak Omsk, quando ingressaram em ligas regionais.
São membros da Liga Continental de Hockey desde a primeira temporada.

## Treinadores
- Vladimir Kukushkin, 1955–58
- Valentin Skibinsky, 1958–60
- Vladimir Kukushkin, 1960–62
- Alexander Prilepsky, 1962–63
- Vladimir Murashov, 1963–64
- Mikhail Zaitsev, 1964
- Nikolai Koksharov, 1964–66
- Yevgeny Dzeyarsky, 1965–66
- Valentin Skibinsky, 1966–69
- Yevgeny Babich, 1969–70
- Ivan Krachevsky, 1970–74
- Yury Romanenko, 1974–76
- Mark Sudat, 1976–82
- Leonid Shchukin, 1982–83
- Alexander Tychkin, 1983–87
- Leonid Kiselev, 1987–97
- Vladimir Golubovich, 1997–00
- Gennady Tsygurov, 2000–02
- Ivan Hlinka, 2002–03
- Sergei Gersonsky, 2003
- Valery Belousov, 2003–07
- Sergei Gersonsky, 2007–08
- Wayne Fleming, 2008–09
- Igor Nikitin, 2009–10
- Raimo Summanen, 2010–11
- Rostislav Čada, 2011
- Raimo Summanen, 2011–12
- Petri Matikainen, 2012–2013
- Miloš Říha, 2013–2014
- Yevgeni Kornoukhov, 2014
- Raimo Summanen, 2014–2015
- Yevgeni Kornoukhov, 2015–